# Madukkarai
Madukkarai (o Mudukarai, Madukarai) è una suddivisione dell'India, classificata come town panchayat, di 25.733 abitanti, situata nel distretto di Coimbatore, nello stato federato del Tamil Nadu. In base al numero di abitanti la città rientra nella classe III (da 20.000 a 49.999 persone).

## Geografia fisica
La città è situata a 10° 54' 0 N e 76° 58' 0 E e ha un'altitudine di 310 m s.l.m..

## Società

### Evoluzione demografica
Al censimento del 2001 la popolazione di Madukkarai assommava a 25.733 persone, delle quali 13.161 maschi e 12.572 femmine. I bambini di età inferiore o uguale ai sei anni assommavano a 2.649, dei quali 1.366 maschi e 1.283 femmine. Infine, coloro che erano in grado di saper almeno leggere e scrivere erano 18.484, dei quali 10.394 maschi e 8.090 femmine.